# Liste des maires de Saint-Andéol-de-Berg

## Liste des maires
| Élu le           | Identité           |
| ---------------- | ------------------ |
| 28 juin 2020     | Didier Loyrion     |
| 23 mars 2014     | Didier Loyrion     |
| 14 mars 2008     | Régis Ozil         |
| 18 mars 2001     | Maurice Bousquet   |
| 23 juin 1995     | Maurice Bousquet   |
| 15 avril 1993    | Maurice Bousquet   |
| 24 mars 1989     | Régis Ozil         |
| 4 juin 1983      | Maurice Bousquet   |
| 19 mars 1983     | Michel Laurent     |
| 2 septembre 1981 | Maurice Bousquet   |
| 19 mars 1977     | Charles Chandanson |
| 21 mars 1971     | Jean Guigon        |
| 28 mai 1965      | Jean Guigon        |
| 15 mars 1959     | Jean Guigon        |
| 25 avril 1953    | Jean Guigon        |
| 20 mai 1945      | Jean Guigon        |
| 19 mai 1935      | Émile Meyras       |
| 19 mai 1929      | Marcel Ribon       |

| Nommé ou Élu en | Identité            |
| --------------- | ------------------- |
| 1925            | Louis Béal          |
| 1919            | Louis Béal          |
| 1912            | Charles Soubeyrand  |
| 1908            | Charles Soubeyrand  |
| 1904            | Charles Soubeyrand  |
| 1901            | Zéphyrin Roume      |
| 1900            | Jules Guigon        |
| 1896            | Jules Guigon        |
| 1892            | Jules Guigon        |
| 1888            | Jules Guigon        |
| 1884            | Charles Soubeyrand  |
| 1881            | Jean-Étienne Guigon |
| 1876            | Charles Soubeyrand  |
| 1874            | Étienne Soubeyrand  |
| 1871            | Étienne Soubeyrand  |
| 1853            | Jean-Étienne Guigon |
| 1851            | Antoine Boyron      |
| 1848            | Jean-André Geneston |
| 1843            | Jean-André Geneston |
| 1841            | Jean Soubeyrand     |
| 1835            | André Geneston      |
| 1829            | Antoine Guigon      |
| 1825            | Antoine Soubeyrand  |
| 1821            | Antoine Soubeyrand  |
| 1815            | Antoine Soubeyrand  |
| 1812            | Antoine Soubeyrand  |
| 1805            | Jean Guigon         |
| 1797            | Antoine Soubeyrand  |
| 1796            | Jean-Louis Court    |
| 1793            | André Geneston      |
| 1790            | Antoine Soubeyrand  |

## Pour approfondir